# Калашников, Сергей Вячеславович
Серге́й Вячесла́вович Кала́шников (род. 3 июля 1951, Акмолинск) — российский государственный и политический деятель, депутат Госдумы (VII созыв — с 15 октября 2020 года), экс-член Совета Федерации Федерального собрания Российской Федерации — представитель от администрации Брянской области (2015—2020).
Депутат Государственной думы I — II; VI созывов (1993—1999; 2011—2015) по списку партии ЛДПР. Министр труда и социального развития Российской Федерации с 1998 по 2000. Доктор экономических и кандидат психологических наук.

## Происхождение и семья
Родился 3 июля 1951 года в Акмолинске (ныне Астана).
- Отец — преподаватель математики.
- Мать — медсестра.
- Жена — Останний Наталья Николаевна.
- Сын — Андрей (род. 1975) и дочь — Анна (род. 1984).

## Образование и преподавательская деятельность
- В 1975 году окончил обучение на факультете психологии в ЛГУ.
- С 1975 по 1976 год преподавал в НГТУ.
- С 1976 по 1979 год обучался в аспирантуре Институте психологии АПН СССР.
- С 1980 по 1988 год был доцентом, заведующим кафедрой управления МГТУ.
- В 1988 году окончил Академию народного хозяйства при Совете министров СССР.
- В 1997 году окончил Дипломатическую академию МИДа России.

### Экономическая деятельность
До 1993 года занимался экономической деятельностью.
- С 1979 по 1991 год работал на ПО (с 1990 ОАО) «Красногорский завод им. С. А. Зверева». На нём занимал должность начальника бюро новых методов кадровой работы социально-психологической службы
- С 1985 по 1988 год занимал должность начальника отдела Министерства оборонной промышленности СССР.
- С 1990 по 1993 год президент АО Торговый дом «Нефтехим».
- С 1992 по 1993 год был генеральным директором Международной ассоциации защиты от безработицы и бедности.

## Политическая и общественная деятельность
В 1993 году избран депутатом Государственной думы по списку партии ЛДПР. В 1995 году избран вновь. С 1993 года он возглавлял думский комитет по труду и социальной защите. За время работы в думе участвовал во внесении и принятии 70 законопроектов, среди которых: «О негосударственных пенсионных фондах», «О ветеранах», «Об организации государственного пенсионного страхования в Российской Федерации», «Об упорядочении заработной платы работников бюджетной сферы», «О занятости населения в Российской Федерации, О коллективных договорах и соглашениях», «Об основах бытового обслуживания населения в Российской Федерации». С 1994 по 1998 год являлся председателем постоянной комиссии по социальной политике Межпарламентской Ассамблеи государств — участников СНГ.

### Министр труда и социального развития
25 сентября 1998 года указом президента назначен на пост министра труда и социального развития Российской Федерации. Как впоследствии признавался лидер ЛДПР — Владимир Жириновский на телепрограмме «поединок», президент это сделал для того, чтобы ещё в апреле того же года, фракция ЛДПР поддержала кандидатуру Сергея Кириенко на пост премьер-министра. Освободившийся мандат депутата ГД перешёл Ивану Василевскому.
30 сентября вступил в должность. Проработал в правительствах: Евгения Примакова, Сергея Степашина, Владимира Путина, в состав правительства Михаила Касьянова не вошёл. 18 мая 2000 года освобождён от должности.

## 2000-е годы
- С 2000 по 2003 год являлся заместителем Государственного секретаря — член Постоянного Комитета Союзного государства.
- С 2003 по 2008 год — директор Департамента социального развития Аппарата Правительства РФ (с 26 апреля 2004 года Департамент социального развития и охраны окружающей среды).
- Указом Президента РФ от 27 октября 2007 года получил звание действительный государственный советник РФ 1 класса.
- 25 марта 2008 года назначен председателем Фонда социального страхования РФ, 29 января 2010 года освобождён от этой должности по собственной просьбе.
- На съезде ЛДПР, который проходил 13 сентября 2011 года выдвинут кандидатом в депутаты Государственной думы шестого созыва под номером 6 в составе федеральной части списка кандидатов[2]. 4 декабря 2011 года был избран. В Госдуме он возглавил Комитет по охране здоровья[3].
- На посту председателя Комитета был инициатором принятия поправок к Федеральному закону 107-ФЗ от 03.06.2011 «Об исчислении времени», отменивших в 2014 году летнее время в большинстве регионов России.
- С 29 сентября 2015 года — член Совета Федерации Федерального собрания Российской Федерации. Первый заместитель председателя Комитета Совета Федерации по экономической политике[4].
- 21 января 2016 года, после обвального падения курса рубля к доллару США и евро, предложил Центробанку зафиксировать обменный курс на величине в 40 рублей за доллар[5][6].
- 21 ноября 2016 года внёс в Госдуму законопроект, которым предлагается досрочно прекращать судейские полномочия за три отменённых решения[7].

## Интересные факты
Согласно официальным данным, Калашников получил в 2011 году доход в размере 1,7 млн рублей. Совместно с супругой он владеет 4 земельными участками общей площадью 105,4 тыс. квадратных метров, двумя квартирами, двумя садовыми домами, двумя легковыми автомобилями. Депутат Государственной думы Сергей Калашников, вместо отечественной марки автомобиля Lada, предпочитает иметь в собственности японский автомобиль Toyota Land Cruiser 150.
В 2021 году депутатом Государственной думы — первым заместителем председателя Комитета по экономической политике, в программе «Место встречи» на НТВ, сообщил что вместо туризма в России, предпочитает проводить свой отдых на курортах Турции, где провёл свой отдых в 2020 году и планировать свой отдых в России не собирается.

## Награды
- Орден Почёта (20 июля 2020 года) — за большой вклад в развитие парламентаризма, активную законотворческую деятельность и многолетнюю добросовестную работу[11].
- Орден Дружбы (2 июля 2001 года) — за заслуги в области социальной защиты населения и многолетнюю добросовестную работу[12].
- Медаль «МПА СНГ. 25 лет» (27 марта 2017 года, Межпарламентская ассамблея СНГ) — за заслуги в деле развития и укрепления парламентаризма, за вклад в развитие и совершенствование правовых основ функционирования Содружества Независимых Государств, укрепление международных связей и межпарламентского сотрудничества[13].